# 히스 (황야)

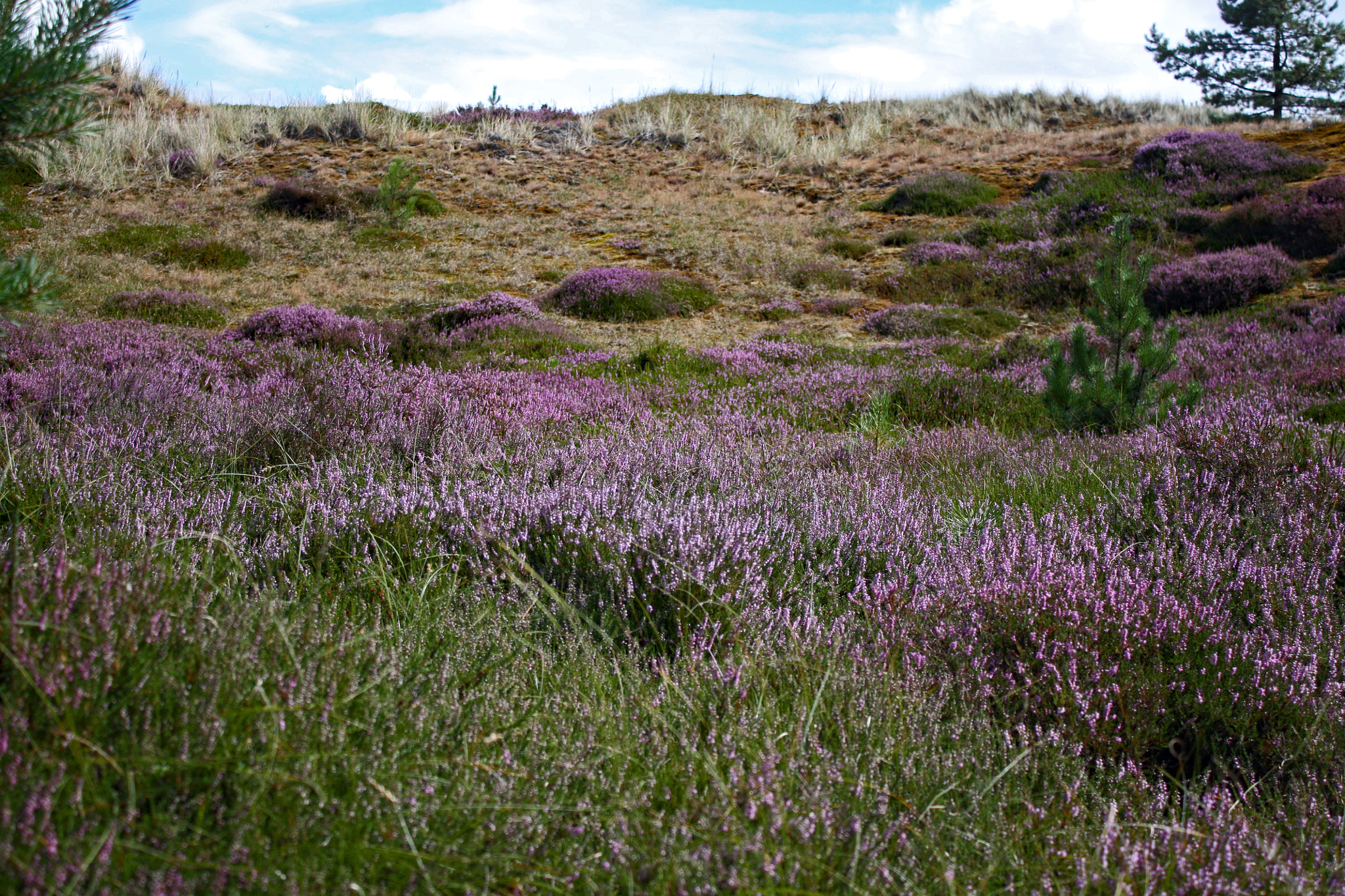
독일 암룸에 꽃 피는 히스

히스(heath)는 주로 배수가 잘 되는 불모의 산성 토양에서 발견되는 관목지 서식지로, 개방적이고 낮게 자라는 목본 식생이 특징이다. 황무지는 일반적으로 고지대 히스와 관련이 있으며 특히 그레이트브리튼섬에서는 더 시원하고 습한 기후를 보인다.
히스는 전 세계적으로 널리 퍼져 있지만, 유럽에서는 빠르게 사라지고 있으며 희귀 서식지로 간주된다. 오스트레일리아의 습하고 반건조 지역에서는 광범위하고 매우 다양한 군락을 형성하며, 히스랜드 유지를 위해 주기적인 불태우기가 필요한 화재 주기가 필요하다. 훨씬 더 다양하지만 덜 광범위한 히스 군락은 남아프리카에서 발견된다. 광범위한 히스 군락은 텍사스 샤파랄, 누벨칼레도니, 칠레 중부, 지중해 연안에서도 찾아볼 수 있다. 이러한 광범위한 히스 지역 외에도 이 식생 유형은 남극을 제외한 모든 대륙에 흩어져서도 발견된다.

## 특징
히스랜드는 일반적으로 여름에 특히 혹독하고 건조한 기후 조건과 산성이고 비옥도가 낮으며 종종 모래질이고 배수가 매우 잘 되는 토양에서 선호된다. 배수가 좋지 않은 곳에서는 습지가 생길 수 있지만, 대개는 규모가 작다. 히스는 높이 20 센티미터 (8 in)에서 2 미터 (7 피트)에 이르는 낮은 관목이 우세하다.
히스 식생은 식물 종이 매우 풍부할 수 있으며, 오스트레일리아의 히스랜드는 수많은 덜 제한적인 종 외에도 약 3,700종의 고유종 또는 전형적인 종이 서식하고 있다. 남아프리카의 핀보스 히스랜드는 식물 다양성 면에서 열대우림 다음으로 7,000종 이상의 종이 서식하고 있다. 대조적으로, 유럽의 작은 히스랜드 지역은 매우 빈약하며 주로 헤더 (Calluna vulgaris), 히스 (Erica 종), 고스 (Ulex 종)로 구성된 식물상을 가지고 있다.
히스랜드의 조류 동물은 대개 그 지역의 세계적인 종이다. 유럽의 빈약한 히스랜드에서는 조류 종이 군락의 특징을 더 잘 나타내는 경향이 있으며, 몬터규개구리매와 나무밭종다리를 포함한다. 오스트레일리아에서는 히스랜드의 조류상은 꿀빨기새와 로리키트와 같은 꿀을 먹는 새들이 지배적이지만, 에뮤에서 수리류에 이르는 수많은 다른 새들도 오스트레일리아 히스랜드에서 흔하게 발견된다. 남아프리카 핀보스의 새들에는 태양새, 휘파람새, 되새가 포함된다. 히스랜드는 또한 개미, 나방, 나비, 말벌을 포함한 곤충들에게도 훌륭한 서식지이다. 많은 종이 전적으로 히스랜드에만 서식한다. 히스랜드에만 서식하는 유기체의 한 예로는 은색 점박이푸른부전나비인 플레베주스 아르구스가 있다.

## 인위적 히스
인위적 히스 서식지는 문화 경관으로, 북유럽과 서유럽, 아메리카, 오스트레일리아, 뉴질랜드, 마다가스카르, 뉴기니섬과 같은 다양한 지역에서 전 세계적으로 발견될 수 있다.
이러한 히스들은 수세기 동안 인간이 자연림과 삼림 식생을 방목과 불태우기로 개간하여 처음 만들어지거나 확장되었다. 어떤 경우에는 이러한 개간이 너무 심해서 히스랜드의 일부가 순수한 모래와 사구의 개방된 지형으로 변모했으며, 심지어 유럽에서도 여름철에는 국지적 기온이 50 °C (122 °F)까지 올라가 히스랜드와 접한 모래 지형을 건조하게 만들고 산불에 대한 취약성을 더욱 높였다. 영국 히스랜드에 대해 올리버 랙햄은 "히스는 명백히 인간 활동의 산물이며 히스랜드로 관리되어야 한다. 방치하면 삼림으로 변한다"고 말했다.
이러한 인위적으로 만들어진 히스의 보존 가치는 서식지로서의 역사적 문화적 가치 때문에 훨씬 더 높이 평가되고 있다. 결과적으로 대부분의 히스랜드는 보호받고 있다. 그러나 방목과 불태우기와 같은 경관을 조절했던 전통적인 관리 기법의 중단으로 인해 나무 침입도 이들을 위협하고 있다. 일부는 도시 확장으로 위협받기도 한다. 인위적 히스랜드는 방목과 주기적인 불태우기(스와일링으로 알려짐)의 조합으로 인공적으로 유지되거나, (드물게) 풀베기로 유지된다. 그렇게 유지되지 않으면 숲이나 삼림으로 빠르게 재식민화된다. 재식민화하는 나무 종은 현지 종자원에 따라 달라지므로 히스랜드가 형성되기 전의 자연 식생을 반영하지 않을 수 있다.

## 문학에서
히스는 다음 작품에서 두드러지게 등장한다.
- 윌리엄 셰익스피어의 리어왕
- 에밀리 브론테의 폭풍의 언덕
- 토머스 하디의 고향사람의 귀향
- 이디스 워튼의 에단 프롬
- 빈센트 반 고흐의 빈센트 반 고흐의 편지

## 갤러리

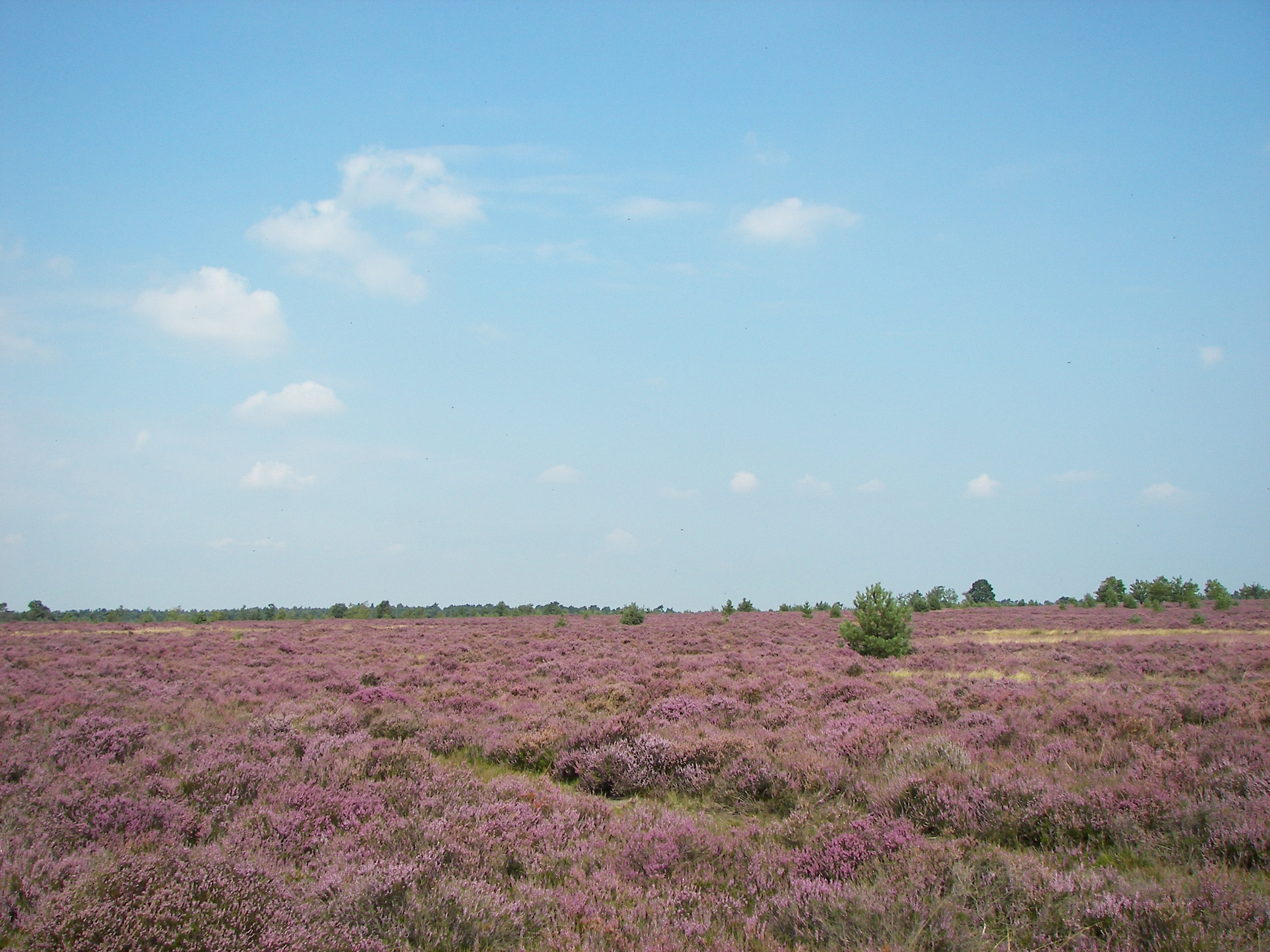
니더작센주, 독일 북부에 있는 인위적 히스인 뤼네부르거하이데
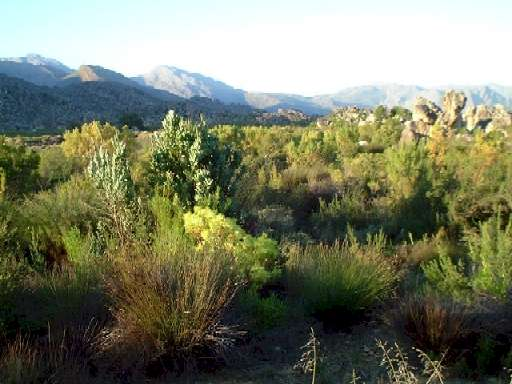
남아프리카 공화국의 핀보스 히스랜드
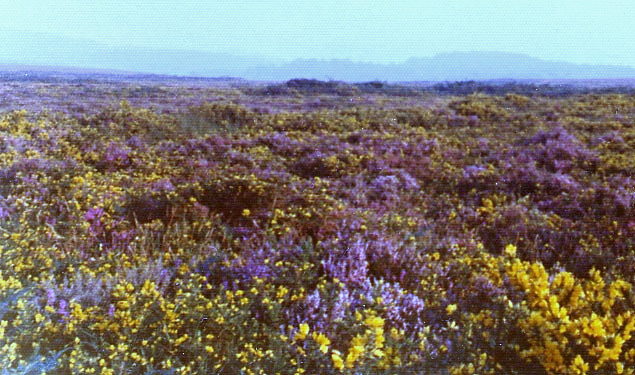
데번주 우드버리 커먼 (잉글랜드)의 히스랜드, 헤더 (Calluna vulgaris)의 보라색 꽃과 Ulex gallii의 노란색 꽃이 특징
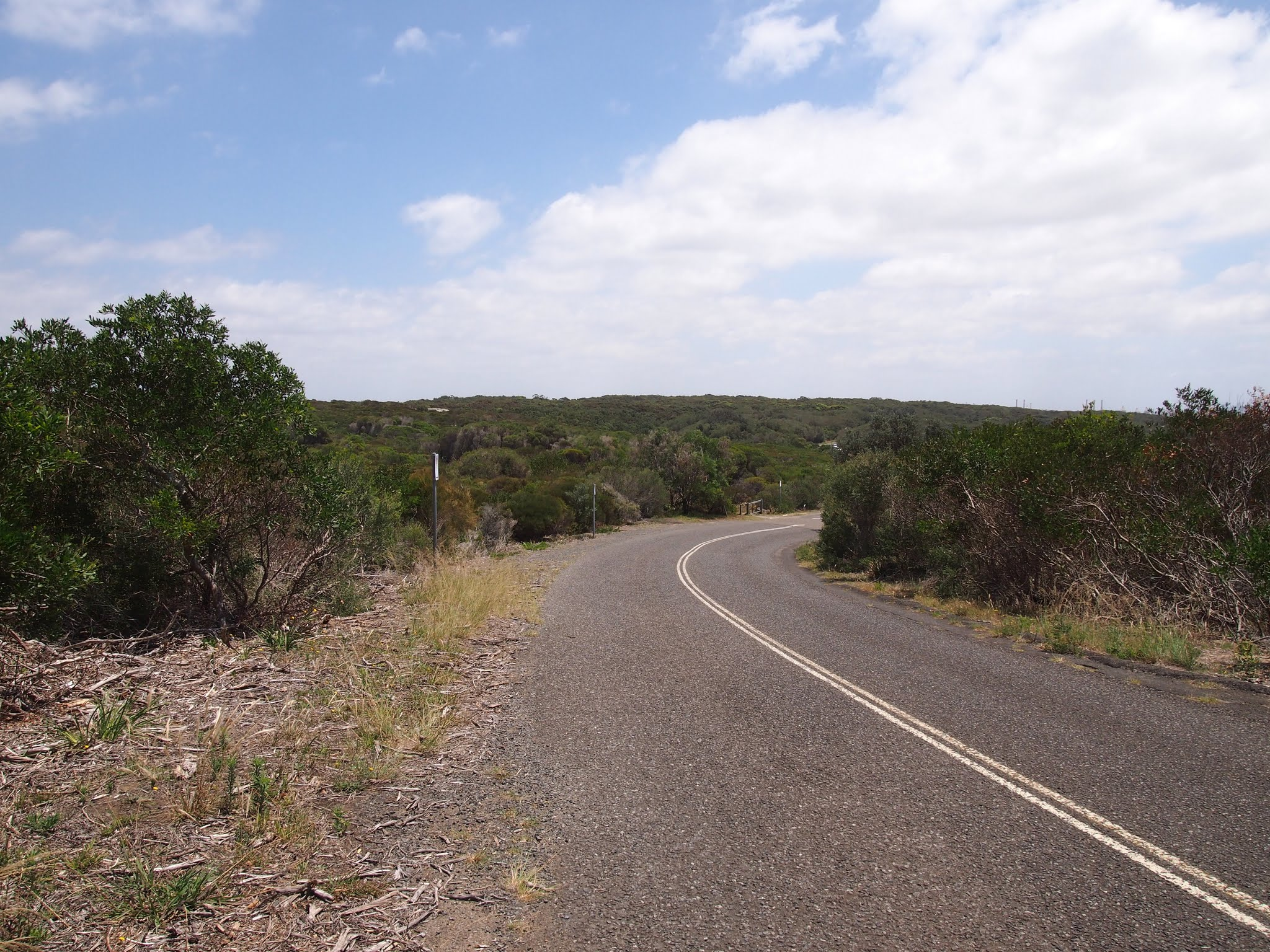
시드니 로열 국립공원의 히스랜드
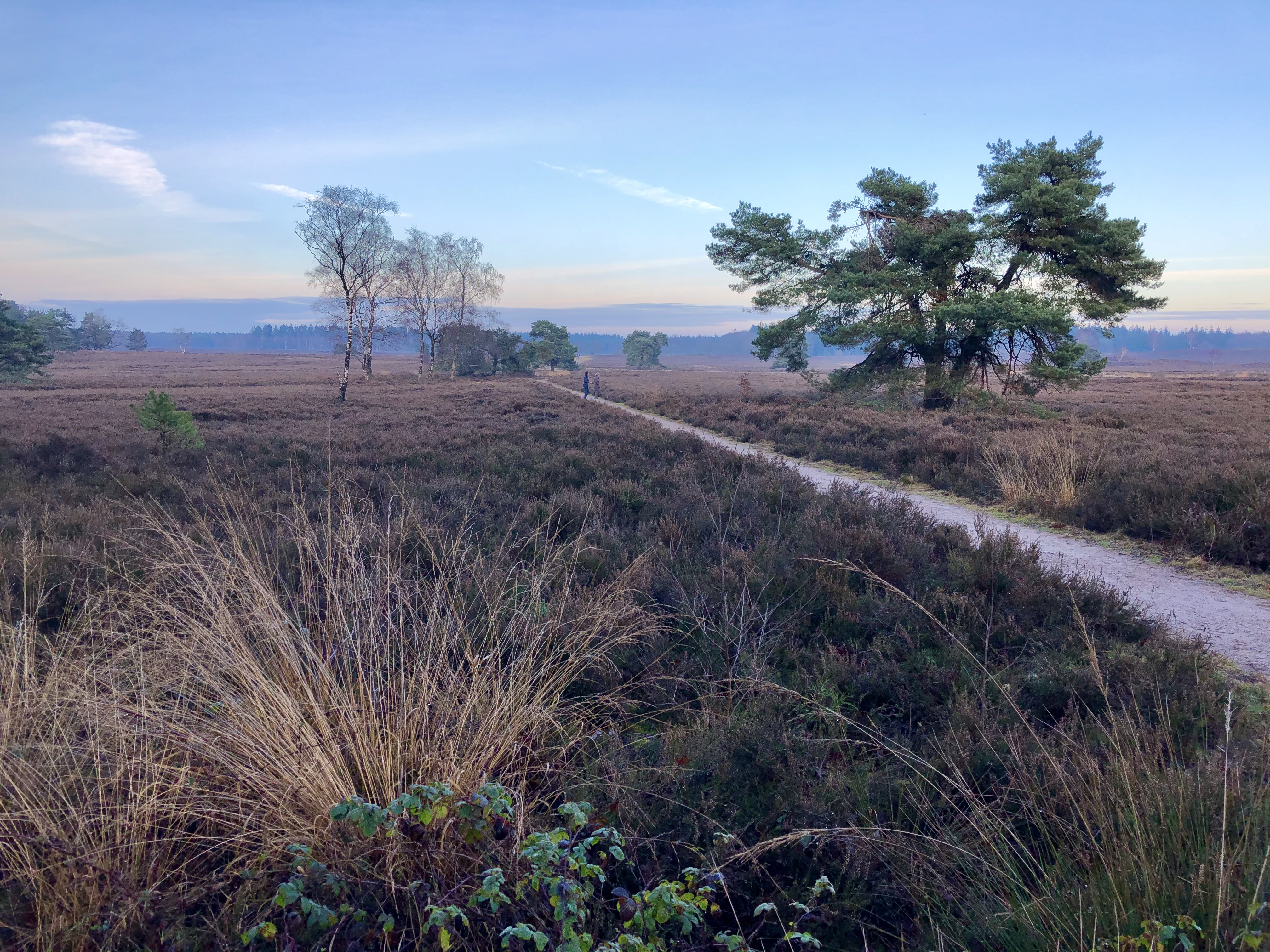
네덜란드 벨루베 숲의 히스랜드
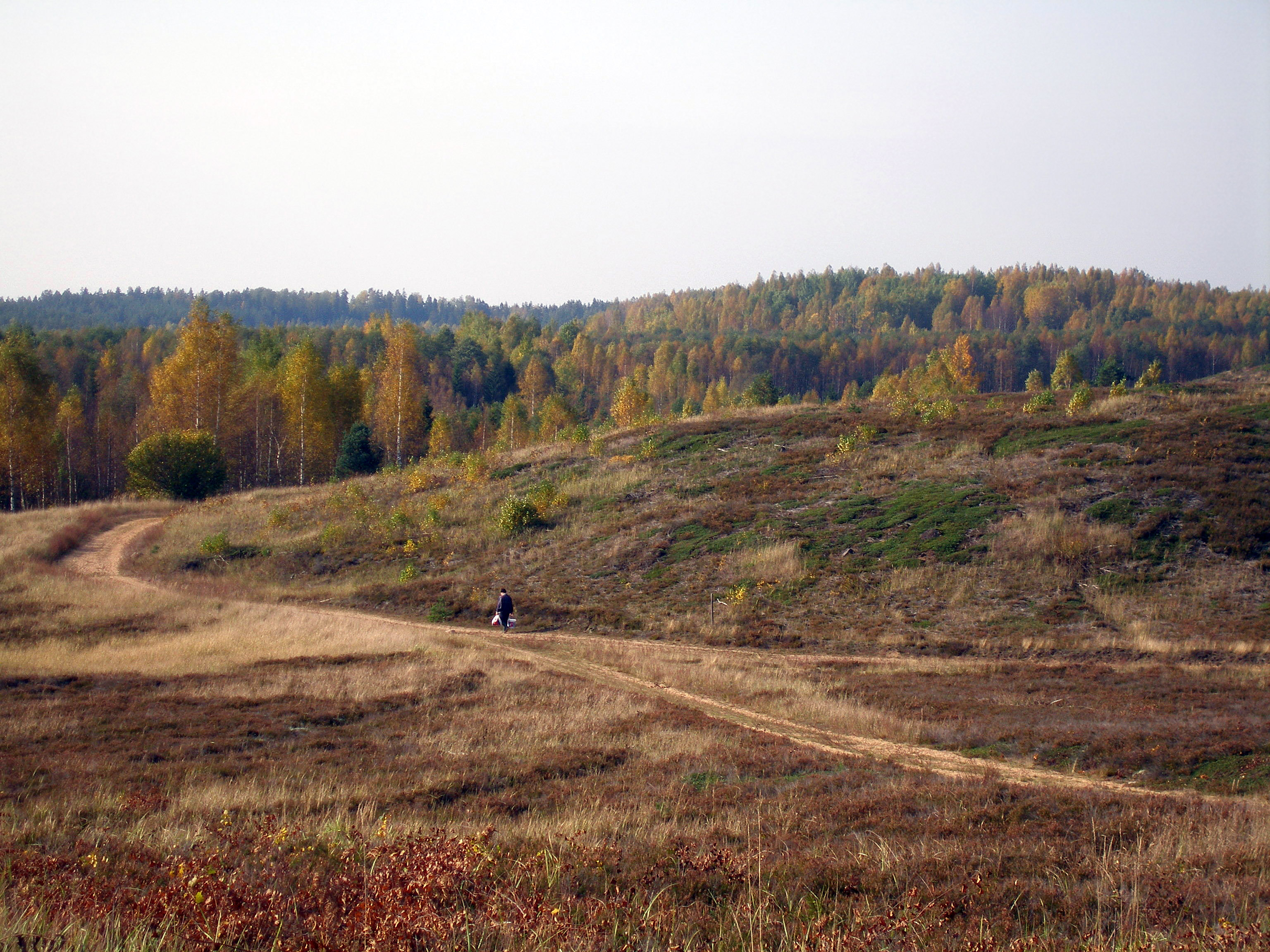
에스토니아 푀흐야-쾨르베마 자연 보호 구역의 가을 히스
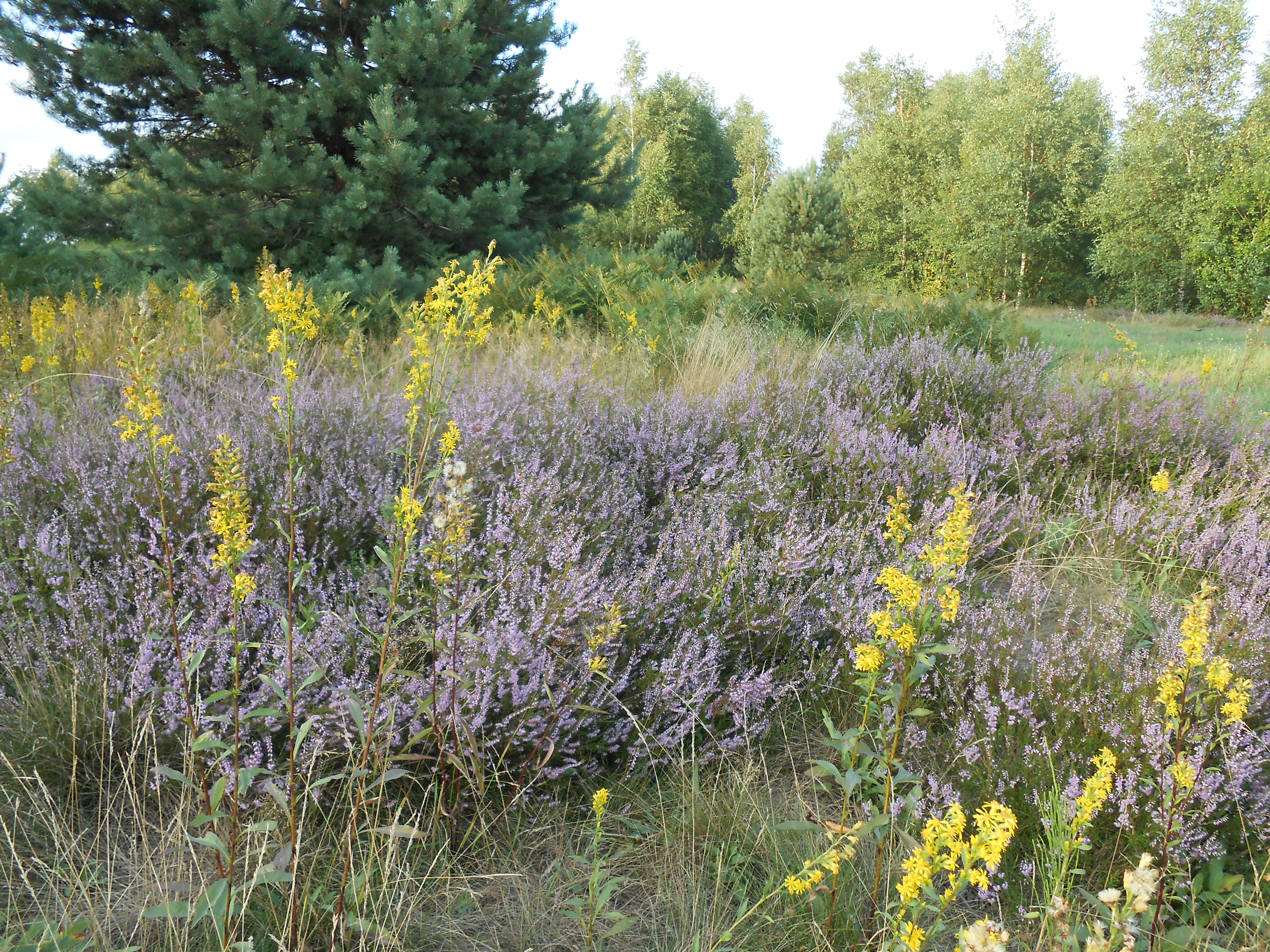
폴란드 크라쿠프-첸스토호바 고지대의 히스
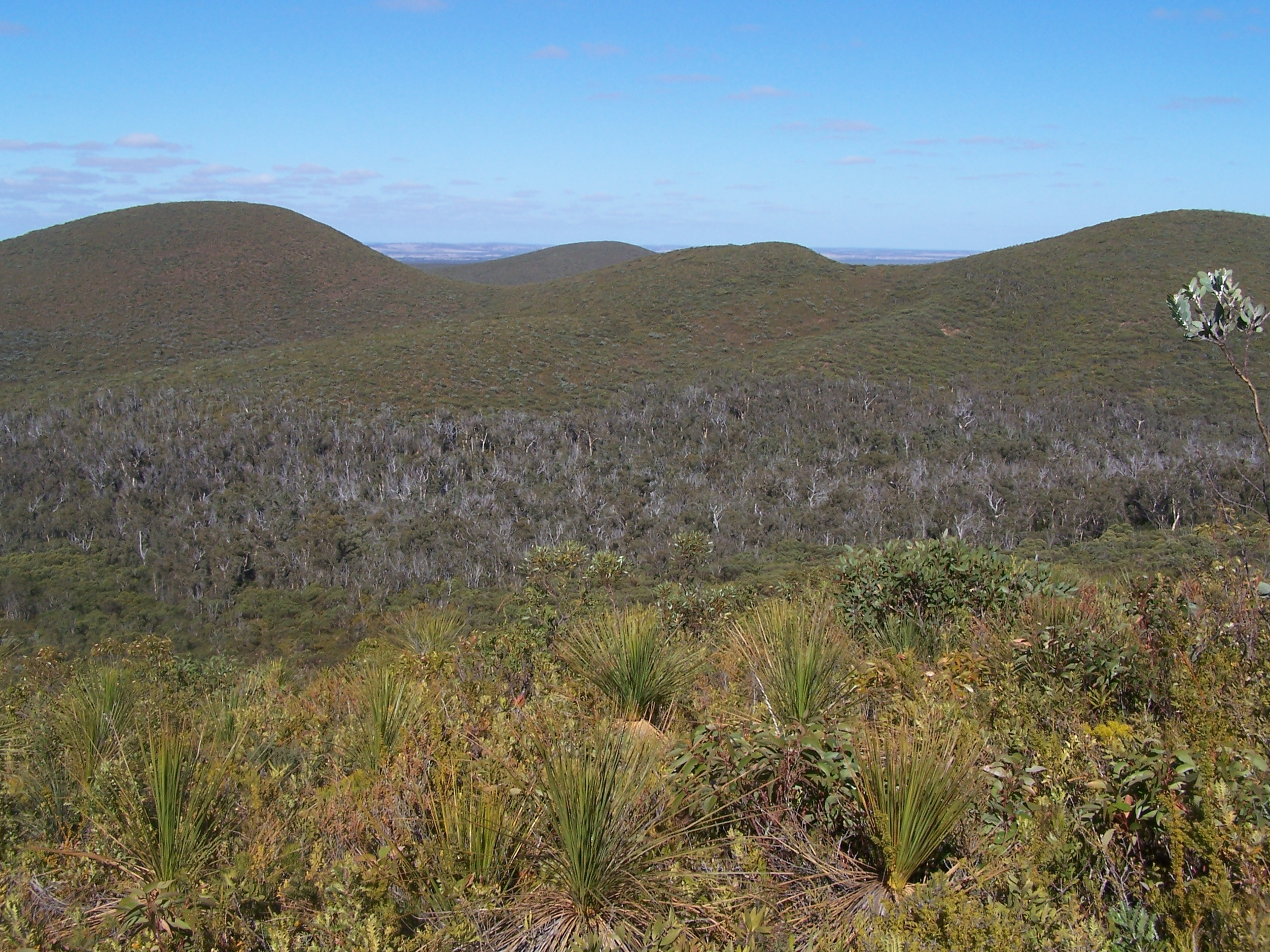
웨스턴오스트레일리아주 스털링 산맥의 히스 경관, 중경에 "고사병"에 감염된 계곡이 보인다

## 같이 보기
- 볼스터 히스
- 백악 히스
- 가리그
- 마키 관목지
- 마토랄
- 관목림